# 충주 부흥사 방단적석유구
충주 부흥사 방단적석유구(忠州 富興寺 方壇積石遺構)는 충청북도 충주시 엄정면 목계리, 부흥사에 있는 적석유구이다. 2005년 10월 21일 충청북도의 기념물 제136호로 지정되었다.

## 개요
원래 방단식 이형 탑으로 추정되며 축조에 사용된 돌은 적돌크기보다 작은 장방형의 돌을 한 켜씩 쌓아올렸다. 탑의 앞면 하단부에는 감실이 조성되어 있고 감실 안에는 '富興山神位'라 새겨진 석비가 자리하고 있다.

## 갤러리

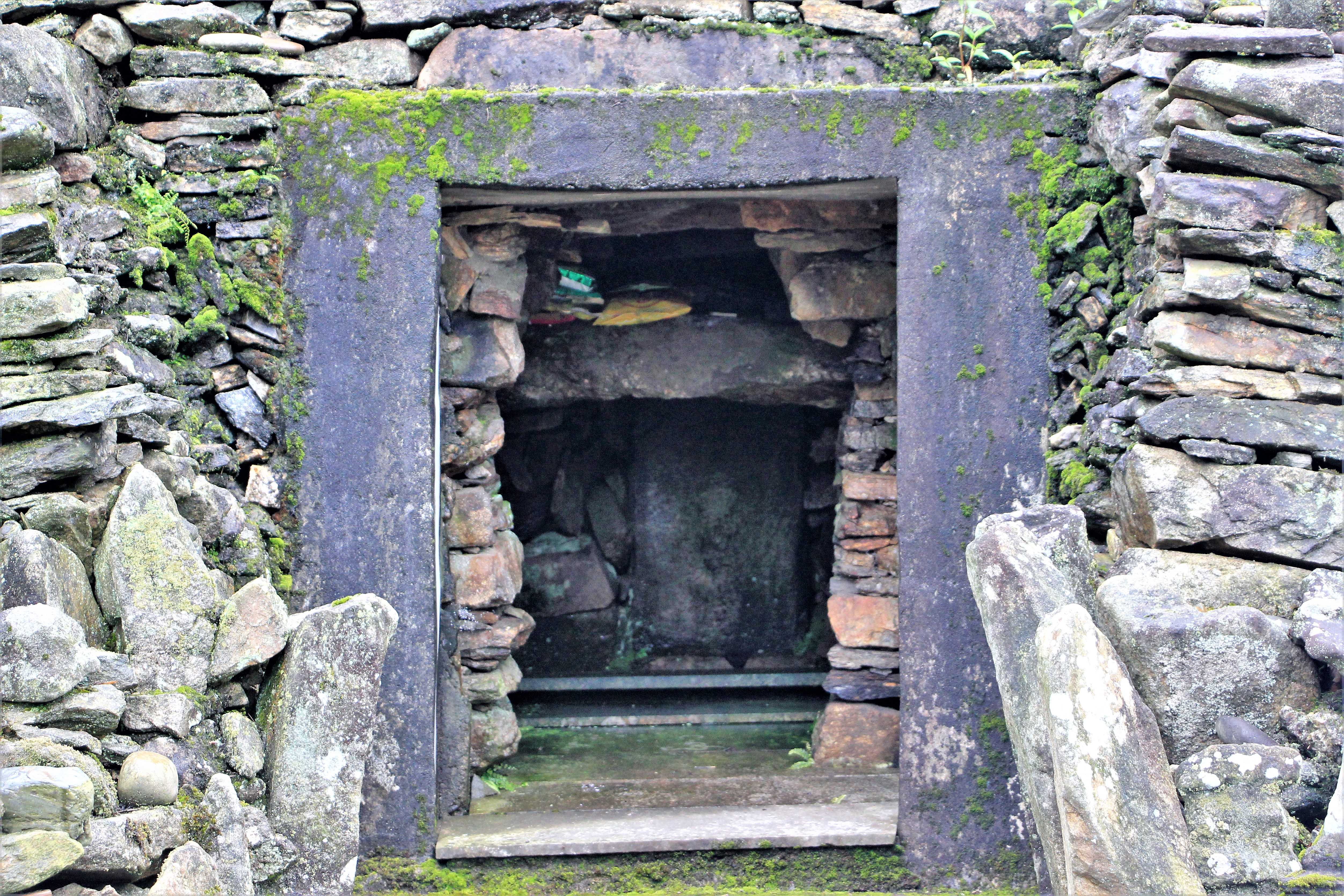
부흥사 방단적석유구의 감실 모습.
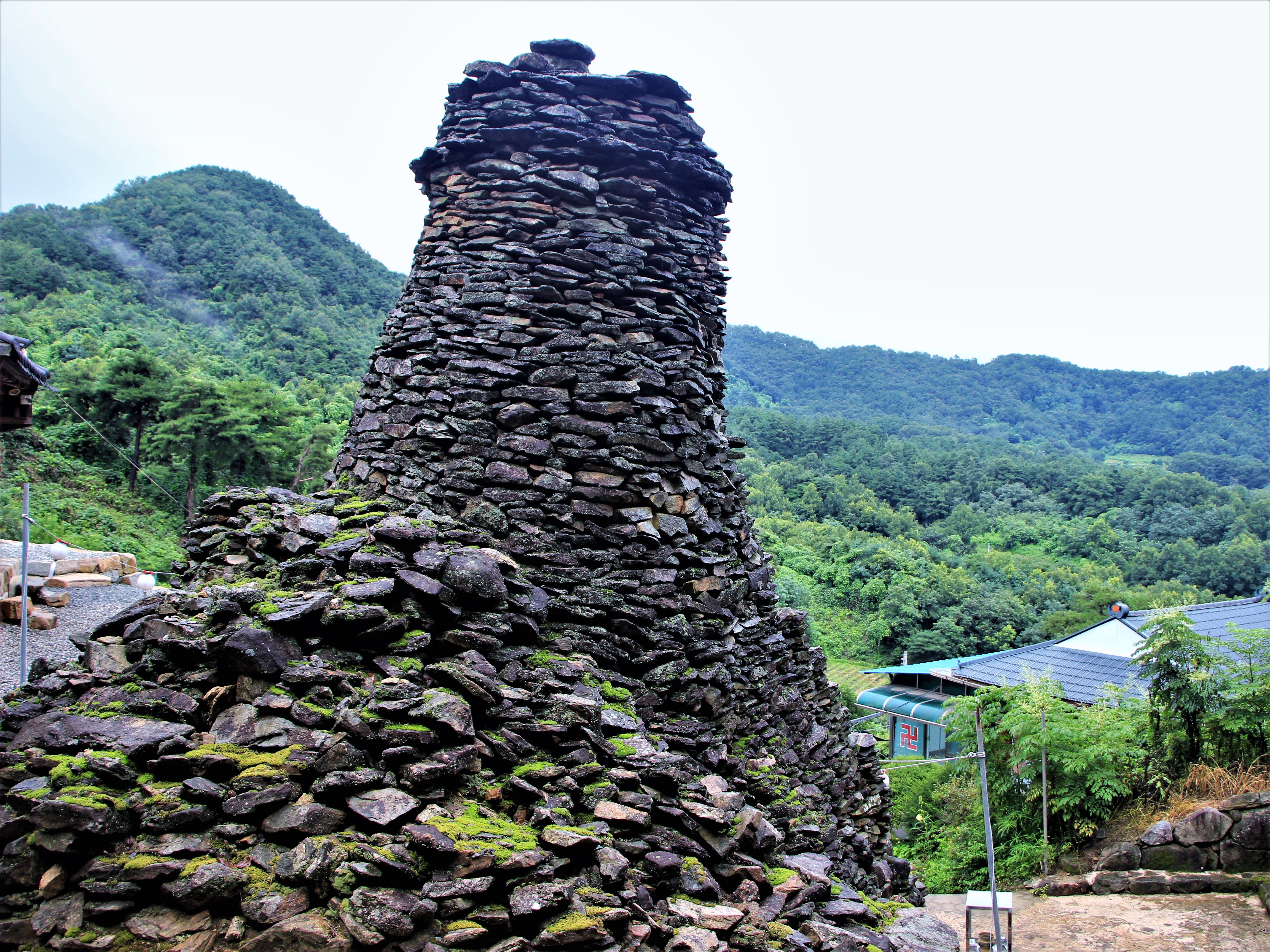
부흥사 방단적석유구의 뒷모습.

## 참고 문헌
- 충주 부흥사 방단적석유구 - 국가유산청 국가유산포털